# Георги Марковски
Георги Борисов Марковски е български писател. Творчеството му е съсредоточено около проблемите на отношенията личност-време и творец-власт.

## Биография
Георги Марковски е роден в село Василовци. Завършва начално образование в родното си село и гимназия в Лом (1959). Първата си публикация прави през 1956 г., а през 1959 г. приключва работата по първия си останал непубликуван роман. Завършва българска филология и философия в Софийския университет (1967).
Работи в окръжния комитет на ДКМС в Михайловград (1967-68), в химико-фармацевтичния завод „Фармахим“ в София (1968-69). Редактор (1970-73) във вестник „Студентска трибуна“, завеждащ редактор в издателство „Народна младеж“ (1973-79), заместник-завеждащ отдел „Култура“ във вестник „Работническо дело“ (1979-80), завеждащ отдел „Белетристика“ в списание „Септември“ (1981-86) и заместник-главен, по-късно главен редактор на списание „Отечество“ (1986-90). Директор на основаната от него Издателска къща „Сребърен лъв“ до смъртта си (1991-99).
Член на Съюза на българските писатели от 1978 г., два пъти носител на годишната му награда – за романа „Хитър Петър“ за 1978 г. и за сборника философски фрагменти „Христоматия за двама“ за 1996.

## Творчество
Марковски навлиза в българската художествена проза с няколко сборника с новели, разработващи нравствено-етичните проблеми на човека от II половина на ХХ век. Те открояват особеностите на наративната му поетика – доминация на художествената фикция през преход от битово-реалистичния към условно-алегоричния изказ, подчертан стремеж към експеримент с традиционните културни и художествени модели (сюжети, стилове, похвати, идеологеми), разискване на една основна теза чрез прякото авторово присъствие в текста, което организира разнороден художествен материал („Приказка за щастието“, „Повест за Истатко Бирков“ и други).
По-късно Марковски се насочва към романното повествование. Романите „Хитър Петър“ и „Разказвачът и Смъртта“ изследват – първият в исторически, вторият в съвременен план, автономността на таланта във взаимоотношенията му с властта. Те провокират традиционния рецептивен хоризонт на читатели и литературни критици, предизвикват остра полемика във връзка с утвърждаването на един нов подход в съвременната българска белетристика: концептуално-философско изграждане на наративния текст посредством пародийното, притчово-алегорично пресемантизиране на културно-историческата традиция. Това са романи на усложнения полифоничен изказ, конструиран чрез използването на различни художествени системи и културни кодове с оглед по-цялостното осветляване на поставената тема. В „Хитър Петър“ се преобръща фолклорната и средновековно християнската традиция (цитати, образи, технически конструкции), за да се обогати художественият и социалноисторическият образ на един национален герой, да се потърсят нови измерения на духовните корени на нацията. В „Разказвачът и Смъртта“ целенасочено се демаскира митологемата за „елитарното“ изкуство.
Марковски е автор на сборник с етнографски разкази за деца „Селски календар“, на книгата „Достойно ест“ – личен прочит на класици от българската литература, на „Триножник“ – опит за лична равносметка на автора.
Публикува в периодичния печат интервюта, литературни рецензии, публицистични материали. Романът на Марковски „Хитър Петър“ е преведен на немски, руски и унгарски език. Отделни негови новели са публикувани в Англия, Индия, Мексико, Унгария, Чехия и други страни.